# مونتيسيتو

مونتيسيتو هي منطقة فردية ومكان مخصص للتعداد يقع في مقاطعة سانتا باربارا شرق مدينة سانتا باربارا.بلغ عدد سكانها وفقاً لأحصاء 2010 8965 نسمة.